# Petros Triandafilidis (ur. 1947)
Petros Triandafilidis (gr. Πέτρος Τριανταφυλλίδης; ur. 1947) – grecki zapaśnik walczący w stylu wolnym. Olimpijczyk z Meksyku 1968, gdzie odpadł w eliminacjach w kategorii do 52 kg.
Czwarty na mistrzostwach świata w 1970. Piąty na mistrzostwach Europy w 1969. Brązowy medalista igrzysk śródziemnomorskich w 1967 i 1971 roku.
Jego syn Petros Triandafilidis również był zapaśnikiem i olimpijczykiem z Barcelony 1992.